# Weissenried
Weissenried ist ein Weiler in der Gemeinde Blatten im Lötschental im Schweizer Kanton Wallis. Auf 1707 Metern über Meer auf einer Hangterrasse gelegen, ist es die höchstgelegene Dauersiedlung des Lötschentales.
Ein knappes Dutzend regionaltypischer Wohnhäuser und rund vierzig Stadel und Ställe gruppieren sich um eine dem Heiligen Georg geweihte, 1787 erbaute Kapelle.

## Geschichte
Weissenried war ursprünglich politisch selbstständig und schloss sich Mitte des 18. Jahrhunderts zusammen mit dem tiefer gelegenen Weiler Ried der Burgergemeinde Blatten an.
Beim Bergsturz von Blatten am 28. Mai 2025 blieb Weissenried aufgrund seiner Lage am Gegenhang 200 Meter über dem Talgrund weitgehend unversehrt. Der untere Siedlungsrand wurde jedoch von der Schuttmasse knapp erreicht und die Zufahrtsstrasse vom Tal nach Weissenried zerstört. Durch das Ereignis wurde die Strom- und Wasserversorgung von Weissenried unterbrochen. Nach dem Bergsturz wurde mit dem Bau einer provisorischen, mit Geländefahrzeugen befahrbaren Naturstrasse von der Weritzalpstrasse über Netzbord hinab nach Weissenried begonnen. Diese ist bis Weissenried fertiggestellt. Eine Weiterführung nach Eisten ist geplant. Sie soll zuverlässig und von Helikoptern unabhängig als Rettungsweg sowie als Zubringer- und Zufuhrstrasse zum Materialtransport für die Wiederherstellung der Strom- und Wasserversorgung dienen.